# Stadtbrand von Meiningen

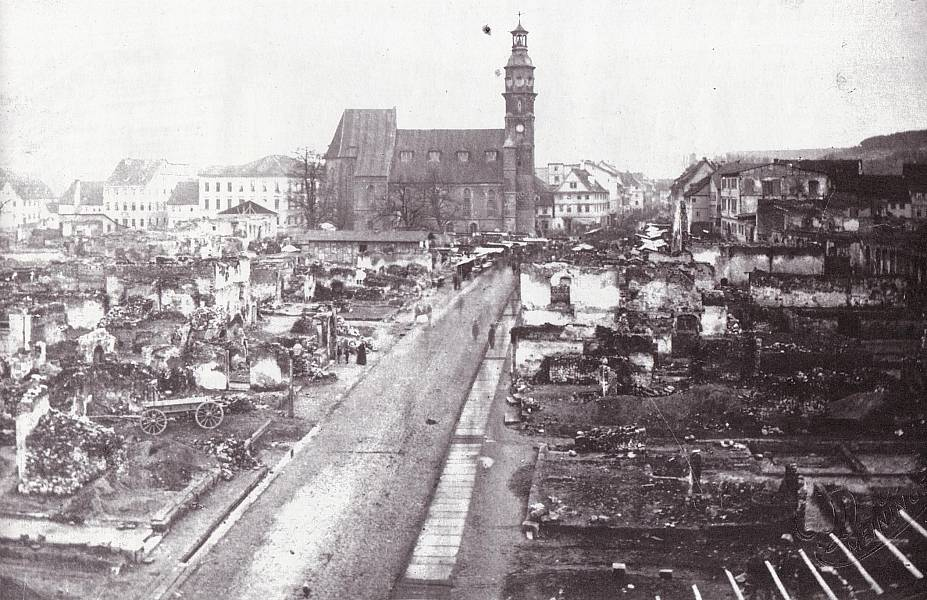
Blick von der Georgstraße zum Markt mit bereits geräumten Brandstätten

Der Meininger Stadtbrand war ein Großbrand, der am 5. September 1874 im Zentrum der Stadt Meiningen ausbrach und in der Folge rund ein Drittel der historischen Altstadt total vernichtete. Er war nach dem Großen Brand in Hamburg der folgenschwerste Stadtbrand im 19. Jahrhundert in Deutschland.
Schon in früheren Jahrhunderten gab es in Meiningen Brandkatastrophen. So wurden 1175 ein Drittel, 1380 ein Viertel, 1475 drei Viertel und 1478 ein Viertel der Stadt zerstört. 1634 im Dreißigjährigen Krieg konnte dagegen eine totale Einäscherung von Meiningen durch plündernde kroatische Truppen unter Hektor von Isolani durch die erpresste Zahlung von 3000 Talern verhindert werden. Der an Schaden umfangreichste Stadtbrand ereignete sich aber 1874.

## Verlauf

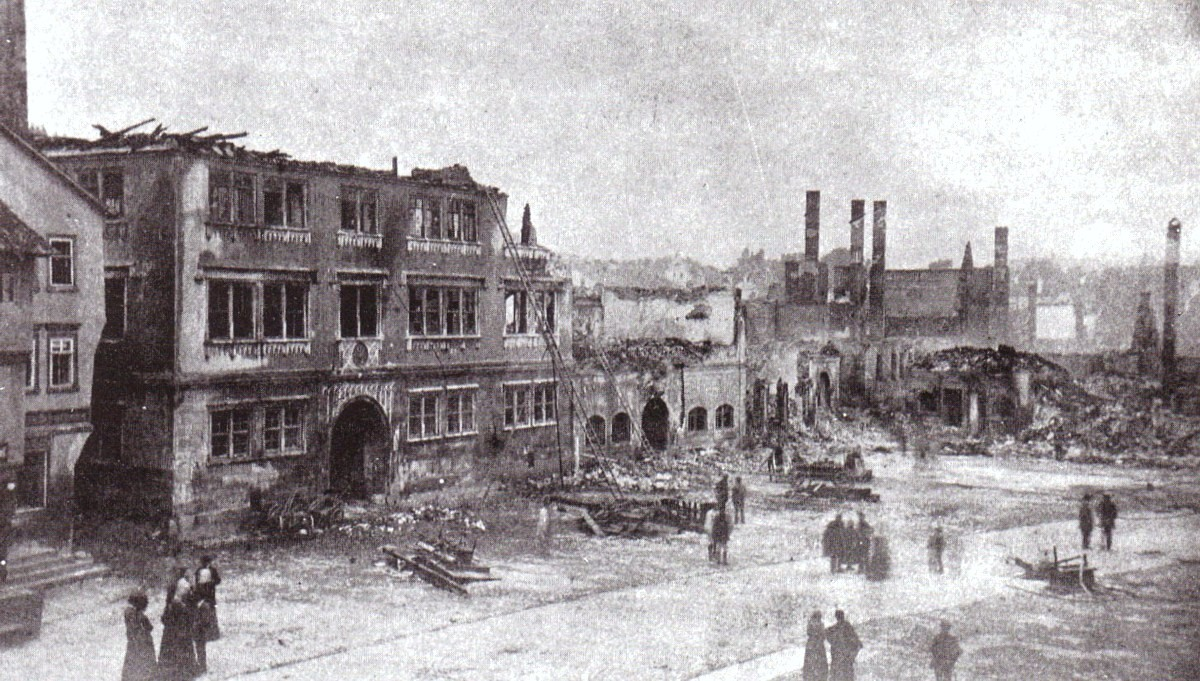
Das ausgebrannte Rathaus und weitere Brandruinen

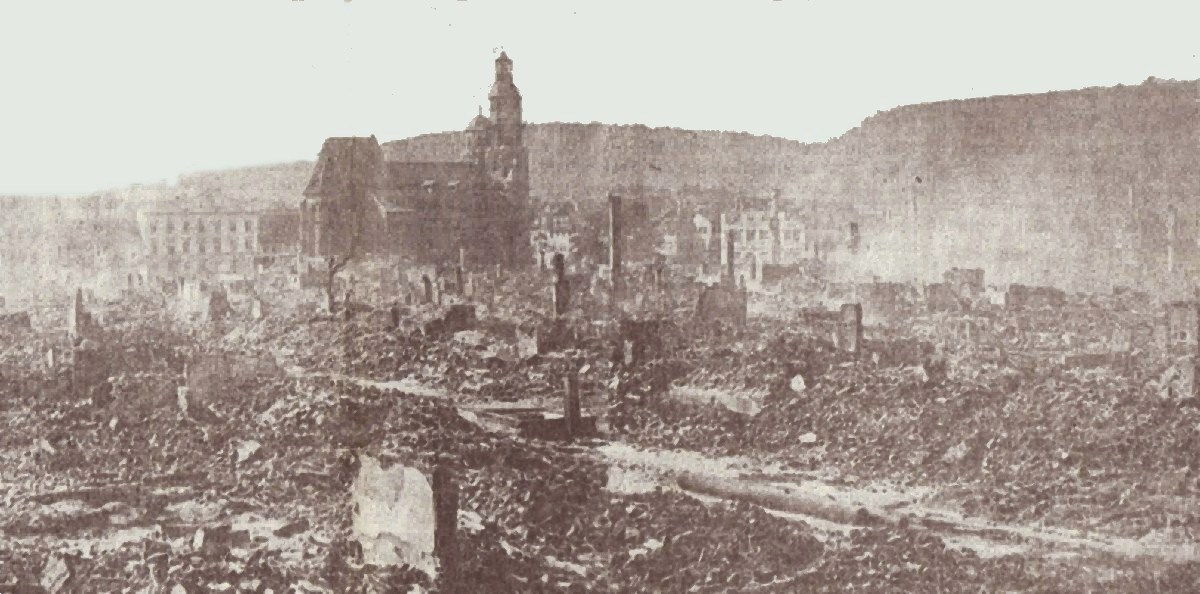
Blick über das Ruinenfeld zur Stadtkirche

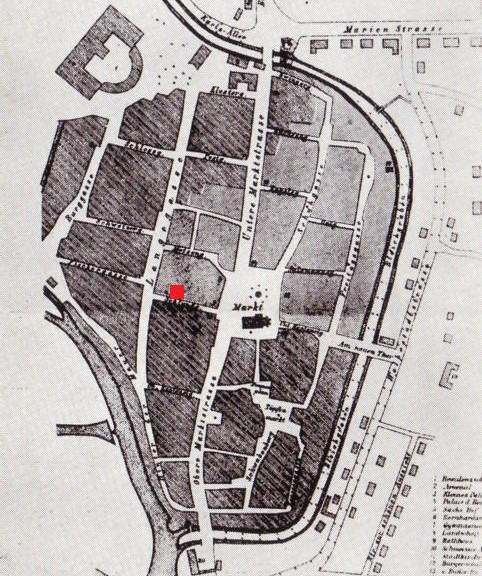
Abgebrannte Viertel (hellgrau) und Entstehungsort (rot)

Am 5. September 1874 brach gegen 16 Uhr in der Bäckerei Amthor in der Schlundgasse nahe dem Markt ein Feuer aus. Zuvor herrschte wochenlange Trockenheit und es wehte an diesem Tag ein mäßiger Südwestwind. Diese Wetterbedingungen erwirkten ein rasches Ausbreiten des Feuers. Flugasche und brennendes Dachmaterial setzten als zweites Gebäude das 50 m entfernt stehende Rathaus in Brand. Angefacht durch den Südwestwind breitete sich nun der Brand sehr schnell auf die nördlichen und östlichen Teile der Altstadt aus und übersprang sogar mit Leichtigkeit den damals 80 m breiten Marktplatz.
Begünstigt durch die überwiegend vorherrschende mittelalterliche enge Bebauung, die Fachwerkbauweise, Holzverkleidungen an Fassaden und Giebeln, fehlenden Brandmauern und mit Stroh unterfütterten Dacheindeckungen, die schnell Feuer fingen, war der Großbrand nicht mehr aufzuhalten. Erst die „Bleichgräben“ genannten Wassergräben der ehemaligen östlichen Stadtbefestigung konnten das Flammenmeer stoppen. Trotz einer relativ guten Ausstattung der Meininger Feuerwehren und der schnell herbeieilenden Hilfe aus den Umlandgemeinden war bei dem damaligen technischen Stand die Feuerwehr machtlos. Erst am 7. September konnte die Feuerwehr die letzten Brandnester löschen.

## Folgen
Der Stadtbrand forderte ein Todesopfer. Das Feuer vernichtete aber 471 Gebäude, darunter waren 202 Wohnhäuser, 76 bewohnte und 193 unbewohnte Nebengebäude. Das Feuer legte dabei ganze Straßenzüge in Schutt und Asche. 2500 Bürger wurden obdachlos, das waren damals rund ein Viertel der Meininger Einwohnerschaft.
Der Großbrand vernichtete komplett die Straßen und Gassen: Schuhgasse, Salzmannsgasse, Engelsgässchen, Metzengasse, Ölgasse, Büchsengasse. Die Straßenzüge Untere Marktstraße (½), Freitagsgasse (¾), Schlundgasse (½), Ernestinerstraße (¼), Untere Kaplaneistraße (½), Am neuen Thor (½) und Markt (¾) wurden zum großen Teil zerstört (in Klammern der Zerstörungsgrad). Dabei gingen neben dem Renaissance-Rathaus viele reich verzierte Bürger- und Fachwerkhäuser als Zeugnisse einer großen Blütezeit der Stadt vom 15. bis zum 17. Jahrhundert verloren. Darunter befand sich auch das „Merkelsche Haus“, dessen dominanter Erker später nachgebaut wurde (→ Artikel: Fachwerkhäuser in Meiningen).
Die Stadtkirche wurde trotz ihrer direkten Nähe zur Brandstätte verschont. Dies betrifft ebenso die südliche Häuserzeile der Schlundgasse, die nur einen rund sechs Meter großen Abstand zur anderen Straßenseite mit dem Ursprungsort des Stadtbrandes besaß. Auch das Büchnersche Hinterhaus, ein imposantes fränkisches Fachwerkhaus und heute bekannter Touristenmagnet, entging nur knapp der Katastrophe.
Als ein großes Problem erwies sich nach dem Brand die Unterbringung der Obdachlosen. Viele bezogen zunächst bis zur Fertigstellung der neuen Häuser Notquartiere bei Verwandten, in Gartenhäusern, Kasernen oder öffentlichen Gebäuden. Die Werra-Eisenbahn-Gesellschaft stellte zwölf Güterwagen für Eisenbahnerfamilien zur Verfügung. Auch der Herzog Georg II. bot Wohnraum in seinen Besitztümern an. Die Stadt ließ weiter eiligst mehrere Baracken errichten. Ein weiteres Problem war bei der Beräumung der Brandstätten die Lagerung der riesigen Mengen von Brandschutt. Hierfür nutzte die Stadt zunächst Neubauflächen in der Nordstadt, weiterhin den „Pulverrasen“ und den „Mittleren Rasen“ westlich der Altstadt.

## Wiederaufbau

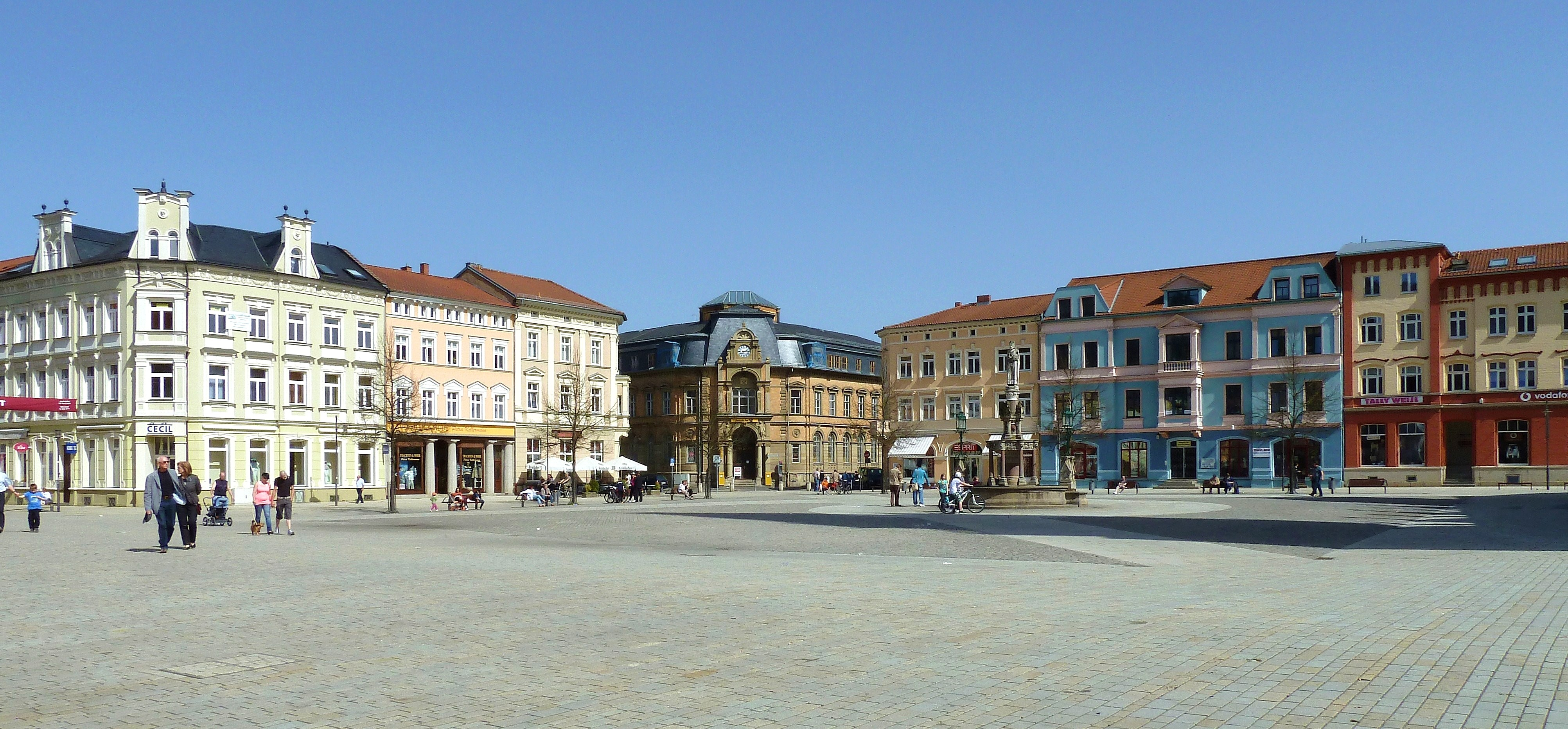
Die neu erbauten Gebäude mit dem Kaiserlichen Postamt (Mitte) auf dem Markt im Jahr 2011

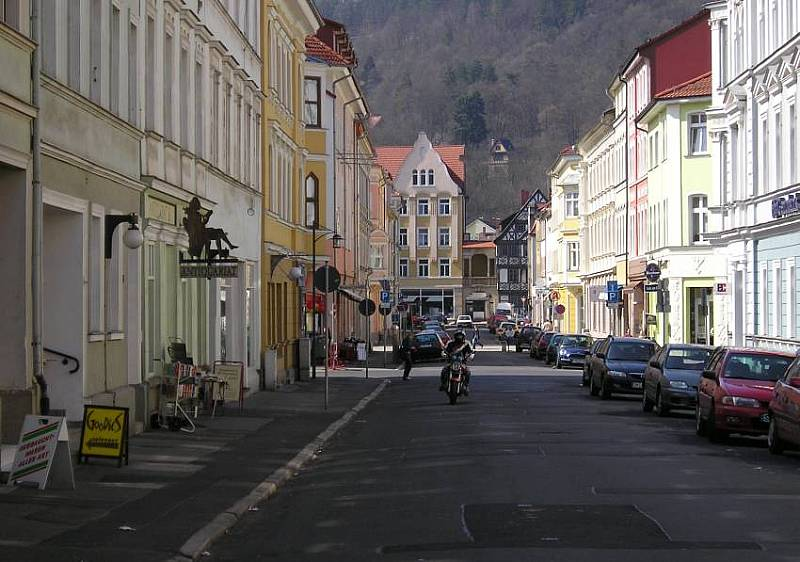
L.-Chronegk-Straße, eine der nach dem Brand neu entstandenen Straßen

Der Wiederaufbau der abgebrannten Stadtviertel erfolgte nach einer aufwändigen halbjährigen Projektierungszeit vorwiegend in den Jahren 1875 bis 1878. Die Stadt nutzte hierbei die Gelegenheit, den neuesten Stand im Städtebau anzuwenden. Es entstand ein neues, großzügig angelegtes Straßennetz mit Tiefenkanalisation und moderner Straßenbeleuchtung (Gas). Alle Straßen erhielten weiterhin neue Namen. Auf Druck des Herzoghauses wandte man auch bei den Neubauten den neuesten Stand der Architektur an. So wurden gegen den Widerstand der abgebrannten Hausbesitzer wegen der höheren Kosten auch neue und strengere Bauvorschriften eingeführt. Es durften neben anderen Bestimmungen nur noch Massivhäuser mit einer Mindestbreite von 10 m auf neu parzellierten Grundstücken errichtet werden. Die neuen Häuser, meist drei- oder viergeschossig, wurden mit Ausnahme des Rathauses (Neugotik) und dem Kaiserlichen Postamt (Neorenaissance), im eklektizistischen Stil erbaut.
Da durch die großzügige Neuparzellierung und hohe Grundstückspreise nicht alle abgebrannten Hausbesitzer in der Innenstadt wieder neu bauen konnten, entstanden für sie neue Wohnviertel an der „Dreißigackerer Straße“, im „Weidig“ und auf dem „Schafhof“ im Osten der Stadt.
Am Wiederaufbau waren mehr als tausend Maurer und Handlanger aus ganz Deutschland und zahlreiche Bauleute und Fuhrunternehmer aus der Region beteiligt. Sie verbauten unter anderem rund zwölf Millionen Backsteine. Mit Spenden unterstützten viele deutsche und österreichische Städte die Stadt Meiningen beim Wiederaufbau. Als Dank brachte man einige Jahre später an der Fassade der neu erbauten Bank für Thüringen die Wappen von 14 Städten als Steinrelief an. Nach Berlin und Leipzig, den größten Spendern, benannte die Stadt zwei bedeutende Straßenzüge.
In Meiningen entstand so, in Südthüringen städtebaulich einmalig, in wenigen Jahren ein großes Stadtbild prägendes Gründerzeitviertel, das wegen seiner gelungenen Ausführung heute unter Denkmalschutz steht und ein Anziehungspunkt für Städtetouristen ist.